# Necepsia
Necepsia är ett släkte av törelväxter. Necepsia ingår i familjen törelväxter.
Kladogram enligt Catalogue of Life:
| Necepsia | \| \| Necepsia afzelii \| \| \| \| \| \| Necepsia castaneifolia \| \| \| \| \| \| Necepsia zairensis \| \| \| \| |
|          | \| \| Necepsia afzelii \| \| \| \| \| \| Necepsia castaneifolia \| \| \| \| \| \| Necepsia zairensis \| \| \| \| |
|          | Necepsia afzelii                                                                                                 |
|          | |
|          | Necepsia castaneifolia                                                                                           |
|          | |
|          | Necepsia zairensis                                                                                               |
|          | |